# Jack T. Chance
Jack T. Chance è un personaggio immaginario che compare nei fumetti pubblicati dalla DC Comics. È la Lanterna Verde del pianeta Garnet - anche noto come Hellhole (dall'inglese, Buco d'Inferno). Fisicamente si presenta come un alto umanoide con la pelle blu. Altri segni distintivi del suo personaggio sono l'immancabile impermeabile, i pantaloni marrone e un teschio intorno al collo. Comparve per la prima volta in Green Lantern Corps Quarterly n. 1 (estate 1992), in una storia dal titolo "Layin' Down the Law".
Creato da John Ostrander, il personaggio di Chance si basa su un'altra sua creazione, un personaggio di nome GrimJack.

## Biografia del personaggio

### Lanterna Verde di Garnet
Jack T. Chance proviene dal pianeta Garnet, anche noto come Hellhole perché è uno dei peggiori pianeti criminali mai esistiti. I Guardiani inviarono ripetutamente delle Lanterne Verdi su Garnet con la speranza di redimerlo, ma ogni tentativo di redenzione del pianeta terminava con un fallimento, solitamente fatale per le Lanterne. L'ultima Lanterna Verde inviata dai Guardiani, diede istruzioni al suo anello del potere di trovare un rimpiazzo tra gli abitanti di Hellhole, che potesse rispondere unicamente alle sfide di quel mondo, con il suo ultimo respiro (in altre parole, che non fosse soggetto ai limiti morali delle Lanterne Verdi). L'anello scelse Jack T. Chance. Quando gli si mise al dito, creò per lui un'uniforme standard da Lanterna Verde e gli spigò quali fossero i suoi doveri. Chance rifiutò l'idea di indossare un'uniforme, e rifiutò di indossare nulla che non fossero i suoi vestiti usuali, ma accettò di indossarli con un piccolo simbolo su di essi.
Chance diede la caccia a colui che uccise il suo predecessore, con l'intenzione di ucciderlo, e scoprì, così, che l'anello del potere aveva dei limiti riguardante la forza letale. Poi, imparò che l'anello non offriva riparo dai proiettili gialli, e così scelse di utilizzare i vecchi metodi: prese un'arma da fuoco e uccise il colpevole. Questa divenne la metodologia standard di Chance riguardante la pacificazione di Garnet, stancando e catturando i suoi obiettivi con il potere dell'anello e quindi uccidendoli con un'arma convenzionale.
Quando questa notizia giunse alle orecchie dei Guardiani, Chance fu chiamato su Oa per essere sottoposto al giudizio. I Guardiani decisero che Chance doveva essere sottoposto ad un rigoroso addestramento e ad un periodo di libertà vigilata prima che potesse servire di nuovo il Corpo delle Lanterne Verdi. Semplicemente, Chance minacciò di andarsene se lo avessero costretto a giocare secondo le loro regole e puntualizzò sul fatto che la forza brutale fu la prima cosa che funzionò su Hellhole. I Guardiani convennero che non avevano sottomano un altro rimpiazzo per il ruolo di Lanterna Verde di Garnet, e non ebbero altra scelta se non quella di nominare Chance Lanterna Verde di Garnet. Chance e i Guardiani Chance e i Guardiani negoziarono un accordo secondo cui la nuova Lanterna Verde sarebbe stata costretta a pattugliare solo il suo pianeta (tutte le altre Lanterne Verdi pattugliavano interi settori). I suoi modi furono messi in discussione e dovette assicurare che li avrebbe utilizzati solo se non avesse trovato altri modi di agire.
Qualche tempo dopo, mentre svolgeva il suo dovere su Garnet, Chance ebbe il dispiacere di incontrare Lobo, e i due arrivarono a scontrarsi. Chance naturalmente ebbe la meglio grazie al suo anello, ma finì per andare male quando Lobo capì che l'anello aveva la sua debolezza nel colore giallo. Lobo si coprì interamente del sangue giallo di alcuni cittadini deceduti, e sconfisse la Lanterna Verde. Sapendo che la cosa sarebbe finita male se Lobo lo avesse ucciso, Chance ordinò al suo anello di non dimenticare nulla d'importante quando questo sarebbe ritornato da lui. Dopo aver vinto il combattimento, Lobo ebbe l'idea di prendersi l'anello del potere di Chance prima di lasciare Hellhole, tuttavia, l'anello non poteva essere rimosso dal dito del suo portatore. Di conseguenza, Lobo si prese tutto il dito. Non appena Lobo se ne andò, l'anello lo informò che, a causa del specifico accordo tra Chance e i Guardiani, non avrebbe funzionato al di fuori dell'atmosfera di Garnet. Contrariato, Lobo si sbarazzò del dito e dell'anello e se ne andò. L'anello e il dito ritornarono da Chance e si rimisero da soli al loro posto.

### Emerald Twilight
Quando Hal Jordan divenne malvagio e si diresse verso Oa, i Guardiani disperati chiesero aiuto a Chance, in quanto era il loro agente "più spietato", perché ne fermasse la furia. Per questo fine, diedero al suo anello tutti i privilegi e le abilità di tutti gli altri anelli dei membri del Corpo, e il suo potere non era più limitato all'atmosfera di Garnet. Mentre si preparava a sorprendere Jordan, le sue abilità si dimostrarono insufficienti contro le capacità superiori del suo nemico. Non solo Jordan prese l'anello di Chance e di tutte le altre Lanterne, ma le lasciò per morte nello spazio.

### Ritorno e morte
Tuttavia, Chance non morì, fu catturato dai Manhunters, insieme a quelli che diventeranno le Lanterne Perdute, per essere utilizzati come energia per i loro software migliorati. Tutti loro furono salvati da Hal Jordan e Guy Gardner e ricevettero un benvenuto da eroi quando ritornarono su Oa. Anche se lui e i suoi compagni erano a conoscenza che le azioni passate di Jordan erano il risultato della possessione della Lanterna Verde da parte dell'entità della paura nota come Parallax, rimasero comunque alla larga da lui e faticarono a ridargli fiducia. Il ritorno di Chance fece sì che i Guardiani rivedessero il suo status come membro sotto vigilanza, e fu finalmente accettato come membro a pieno titolo del Corpo delle Lanterne Verdi.
Chance e i suoi compagni Lanterne Perdute si trovavano tutti nella sala mensa quando il portatore di Ion (entità della volontà) fu risucchiato da un anello giallo del potere durante l'attacco ad Oa da parte dei Sinestro Corps. Jack e un gruppo scelto di Lanterne Verdi furono inviati su Qward per salvare Hal Jordan e le altre Lanterne Verdi della Terra. Mentre erano su Qward scoprirono che l'ospite di Ion, Kyle Rayner, era adesso l'ospite di Parallax, che lo tramutò in un essere pieno di furia omicida come fu Hal a suo tempo. Jack dovette confrontarsi contro Parallax e fu costretto a rivivere la sua paura repressa di una famiglia/infanzia abusiva. A quel punto Kyle Rayner/Parallax uccise Chance e schiacciò il suo anello.

### La notte più profonda
Come parte degli eventi di La notte più profonda, tutte le Lanterne Verdi cadute presenti nella cripta di Oa furono rianimate da un anello nero del potere in Green Lantern Corps (vol. 2) n. 39 (ottobre 2009). Chance si ritrovò tra le molte Lanterne Nere che si scontrarono contro le Lanterne Verdi di Oa.

## Giuramento personale
You who are wicked, evil and mean
I'm the nastiest creep you've ever seen!
Come one, come all, put up a fight
I'll pound your butts with Green Lantern's light!
Yowza.
Voi che siete deboli, meschini e malvagi
Sono la cosa più spregevole che abbiate mai visto!
Venga uno, vengano tutti, combattiamo
Colpirò i vostri sederi con la luce di Lanterna Verde!
Yowza.